# Наржимский, Владимир Александрович
Владимир Александрович Наржимский (1915—1988) — советский лётчик-ас истребительной авиации Военно-морского флота в годы Великой Отечественной войны, Герой Советского Союза (6.03.1945). Полковник (30.05.1959).

## Биография
Родился 1 (14) февраля 1915 года в местечке Тимковичи (ныне — Копыльский район Минской области Белоруссии). Белорус. Из семьи учителей. После окончания семи классов школы в 1930 году с родителями переехал в Москву, где учился в школе фабрично-заводского ученичества и работал на Московском механическом заводе. В 1935 году окончил Ульяновскую лётно-техническую школу и стал работать инструктором в московском аэроклубе Метростроя. 
В октябре 1936—1938 годах проходил службу в Рабоче-крестьянской Красной Армии, служил в частях Московского военного округа. После увольнения в запас вновь работал в аэроклубах Москвы. В июле 1940 года он повторно был призван на военную службу, но теперь уже во флот. В августе 1941 года окончил Военно-морское авиационное училище имени И. В. Сталина в Ейске. В 1940 году вступил в ВКП(б).
С августа того же года — участник Великой Отечественной войны, получил назначение лётчиком в 94-ю отдельную авиационную эскадрилью, а уже в октябре за успехи в первых боях повышен до командира звена. В январе 1942 года переведён командиром звена в состав 32-го истребительного авиационного полка ВВС Черноморского флота, который приказом наркома ВМФ Союза ССР № 190 от 31 мая 1943 года «за проявленную отвагу в боях за Отечество с немецкими захватчиками, за стойкость и мужество, дисциплину и организованность, за героизм» был удостоен гвардейского звания и получил новое наименование 11-й гвардейский истребительный авиационный полк ВВС ВМФ. В этом полку прошёл весь дальнейший боевой пути лётчика. Как и все лётчики полка, воевал на истребителе ЛаГГ-3, в первом полугодии 1943 года переучился на ленд-лизовскую «Аэрокобру». 
В первые месяцы войны летал подавляющей частью на атаки наступавших по южной Украине немецко-фашистских войск, затем защищал осаждённый Севастополь. В 32-м иап прикрывал с воздуха Новороссийск, его порт и объекты флота, корабли в море. Когда летом 1942 года началась битва за Кавказ и немецкие войска развернули наступление на новороссийском направлении, то усилились и воздушные налёты люфтваффе на город. Теперь воздушные бои над Новороссийском кипели практически ежедневно, иной раз доходя до 5-6 в день. Там 6 августа 1942 года лейтенант Наржимский и одержал свою первую победу, сбив вражеский бомбардировщик Хе-111, а через несколько часов у Геленджика при отражении нового авианалёта сбил и второй такой же самолёт. 8 и 9 августа он сбивает ещё по одному бомбардировщику, а 10 августа при отражении целой серии авианалётов на Туапсе сбивает сразу 3 самолёта, из которых 1 лично и 2 в паре со своим ведомым. И в последующие дни так же успешно защищал небо Кавказа. К концу августа на его счету были уже 7 личных побед и 3 в паре. За эту серию побед был представлен командиром полка к званию Героя Советского Союза, с чем согласились все вышестоящие командиры, но командующий Черноморским флотом Ф. С. Октябрьский понизил награду до ордена Красного Знамени.
В этих тяжелейших боях полк потерял почти все самолёты и вскоре был выведен в тыл на пополнение и на освоение новой техники. Вновь вступил в бой только в мае 1943 года, приняв участие в воздушных сражениях на Кубани. Затем были Новороссийско-Таманская, Крымская и Ясско-Кишинёвская наступательные операции, а между ними непрерывные задания над Чёрным морем, Керченским плацдармом, Перекопским плацдармом и на иных участках фронта.
Весной 1944 года вновь повышен в должности до заместителя командира эскадрильи.
О подвигах лейтенанта Владимира Наржимского в воздушных боях много писали в своих мемуарах его боевые товарищи известные черноморские лётчики Василий Минаков и Михаил Авдеев
К августу 1944 года заместитель командира эскадрильи 11-го гвардейского истребительного авиаполка 2-й гвардейской минно-торпедной авиадивизии ВВС Черноморского флота гвардии капитан Владимир Наржимский совершил 339 боевых вылетов (включая 18 на штурмовку и 10 на разведку), принял участие в 35 воздушных боях, сбил 13 самолётов лично и 5 — в составе группы. На море потопил и поджёг 1 шхуну, 5 катеров и 1 буксир. На суше сжёг 17 единиц автотехники и 40 конных повозок.
Указом Президиума Верховного Совета СССР от 6 марта 1945 года «за образцовое выполнение боевых заданий командования на фронте борьбы с немецко-фашистскими захватчиками и проявленные при этом отвагу и геройство» гвардии капитану Владимиру Александровичу Наржимскому присвоено звание Героя Советского Союза с вручением ордена Ленина и медали «Золотая Звезда» за номером 4036.
К Победе выполнил около 350 (по другим данным 404 или 427) боевых вылетов, в 35 воздушных боях сбил 13 самолётов противника лично и 5 в группе (число воздушных побед аса не изменилось, поскольку в сентябре 1944 года с завершением освобождения от нацизма Болгарии и Румынии боевые действия на Чёрном море завершились).
После окончания войны В. А. Наржимский продолжил службу в ВМФ СССР. Ещё в феврале 1945 года он стал командиром эскадрильи в своём 11-м гиап ВМФ, в июле 1948 года переведён командиром эскадрильи в 248-й истребительный авиаполк ВВС Черноморского флота. С июля 1950 года был помощником командира по тактике воздушного боя и воздушной стрельбе 6-го гвардейского истребительного авиаполка ВВС ЧФ. В 1951 году заочно окончил Военно-воздушную академию. С ноября 1951 года служил в ВВС Тихоокеанского флота: командир 59-го истребительного авиаполка, с августа 1954 года — помощник командира по огневой и тактической подготовке 147-й истребительной авиационной дивизии ВВС флота. С августа 1958 года — преподаватель кафедры тактики авиации в Военно-воздушной академии. С сентября 1960 года был начальником лётной части в Центральном аэроклубе ДОСААФ СССР имени В. П. Чкалова. с января 1963 года — преподаватель и старший преподаватель (с апреля 1965) кафедры тактики ВВС в Военно-политической академии имени В. И. Ленина. Кандидат военных наук (1967), доцент (1969). В октябре 1970 года полковник В. А. Наржимский уволен в запас.
Проживал в Москве, работал заведующим кафедрой военно-патриотического воспитания в Высшей комсомольской школе при ЦК ВЛКСМ. Скончался 17 октября 1988 года, похоронен на Николо-Архангельском кладбище Москвы.

## Награды
- Герой Советского Союза (6.03.1945)
- Орден Ленина (6.03.1945)
- Три ордена Красного Знамени (13.08.1942, 22.05.1943, 28.09.1956)
- Два ордена Отечественной войны 1-й степени (13.04.1944, 11.03.1985)
- Три ордена Красной Звезды (26.02.1946, 9.03.1956, 30.12.1956)
- Медаль «За боевые заслуги» (20.06.1949)
- Медаль «За оборону Кавказа» (вручена в 1945)
- Ряд других медалей СССР
- Иностранная медаль[5].

## Память
- Бюст В. А. Наржимского установлен в Севастополе на Мемориале лётчикам-черноморцам[5].
- Имя Героя увековечено в Севастополе на Мемориале авиаторам Черноморского флота на проспекте Острякова и на мемориальной плите у обелиска Славы на Ансамбле мемориального комплекса «Сапун-гора».